# Azganlık, İskenderun
Azganlık là một thị trấn thuộc huyện İskenderun, tỉnh Hatay, Thổ Nhĩ Kỳ. Dân số thời điểm năm 2011 là 3.028 người.